# Karl-Heinz Riedle
Karl-Heinz Riedle (Weiler im Allgäu, Baviera, 16 de septiembre de 1965) es un exfutbolista profesional alemán. Jugaba en la posición de Centrodelantero y algunos de sus equipos fueron el Werder Bremen, la SS Lazio, el Liverpool FC y el Borussia Dortmund. Ganó la Copa Mundial de Fútbol de 1990 con la RFA y la Liga de Campeones de la UEFA en 1997 con el Borussia Dortmund.

## Trayectoria
Los primeros clubes de Riedle fueron TSV Ellhofen y SV Weiler. Comenzó su carrera profesional en el FC Augsburg. En 1986 fichó por el Blau-Weiß 1890 de Berlín, recién ascendido a la 1. Bundesliga. El club terminó último esa temporada, pero Riedle atrajo el interés del Werder Bremen. Jugó en el equipo hanseático bajo las órdenes de Otto Rehhagel entre 1987 y 1990. Marcó 18 goles en 33 partidos en su primera temporada y ayudó al Werder a ganar el campeonato. Esa temporada también debutó con el equipo nacional de Alemania Occidental. Anotó contra Finlandia en su primer partido internacional. El Werder Bremen de Riedle fue dos veces subcampeón del DFB Pokal (1989 y 1990).
En 1990, Riedle fue miembro de la selección de Alemania Occidental que ganó la Copa del Mundo. El mismo año, se trasladó a la SS Lazio de la Serie A italiana a cambio de 13 millones de marcos. Uno de sus partidos más memorables durante ese período fue la semifinal de la Eurocopa 1992 contra Suecia, en la que anotó 2 goles y ayudó a Alemania a llegar a la final contra Dinamarca.
Riedle volvió a Alemania en 1993 y se unió al Borussia Dortmund, a quienes ayudó a conseguir dos títulos de liga, en 1995 y 1996. En 1997 anotó dos goles en la final de la Liga de Campeones que su equipo ganó a la Juventus de Turín por 3 a 1.
En el verano de 1997 Riedle se incorporó al Liverpool FC de la Premier League inglesa. Al no encontrar lugar en el once titular es traspasado al Fulham FC en 1999. Tras el despido de Paul Bracewell en marzo de 2000 y hasta final de esa temporada, Riedle se convierte en entrenador interino del Fulham junto al que fuera su técnico en Liverpool, Roy Evans. Karl-Heinz Riedle se retiró del fútbol en 2001.
Su hijo Alessandro es futbolista en el VfB Stuttgart.

## Selección nacional
Riedle jugó 42 partidos internacionales con Alemania en los que anotó 16 goles. Formó parte de la selección de Alemania Occidental que ganó la medalla de bronce en los Juegos Olímpicos de Seúl 1988, así como también formó parte de la selección alemana que ganó el Mundial de 1990.

### Participaciones en Copas del Mundo
| Mundial                        | Sede           | Resultado   |
| ------------------------------ | -------------- | ----------- |
| Copa Mundial de Fútbol de 1990 | Italia         | Campeón     |
| Copa Mundial de Fútbol de 1994 | Estados Unidos | 4° de final |

### Participaciones en Eurocopas
| Eurocopa      | Sede   | Resultado  |
| ------------- | ------ | ---------- |
| Eurocopa 1992 | Suecia | Subcampeón |

## Clubes
| Club                        | País       | Año       |
| --------------------------- | ---------- | --------- |
| FC Augsburg                 | Alemania   | 1984-1986 |
| SpVgg Blau-Weiß 1890 Berlin | Alemania   | 1986-1987 |
| Werder Bremen               | Alemania   | 1987-1990 |
| Lazio                       | Italia     | 1990-1993 |
| Borussia Dortmund           | Alemania   | 1993-1997 |
| Liverpool FC                | Inglaterra | 1997-1999 |
| Fulham FC                   | Inglaterra | 1999-2001 |

## Palmarés
- Bundesliga: 1987-88, 1994-95, 1995-96
- Supercopa de Alemania: 1988, 1995, 1996
- Football League Championship: 2000-01
- Juegos Olímpicos: 1988
- Copa Mundial de Futbol: 1990
- Liga de Campeones de la UEFA: 1996-97
- Subcampeón de la Copa de Alemania: 1989, 1990
- Subcampeón de la Eurocopa: 1992